# Leptochloa tectoneticola
Leptochloa tectoneticola är en gräsart som först beskrevs av Cornelis Andries Backer, och fick sitt nu gällande namn av Pieter Jansen och Jan Frederik Veldkamp. Leptochloa tectoneticola ingår i släktet spretgräs, och familjen gräs. Inga underarter finns listade i Catalogue of Life.